# وحی (فیلم ۱۹۲۴)
وحی (انگلیسی: Revelation) فیلمی در ژانر درام به کارگردانی جورج دی. بیکر است که در سال ۱۹۲۴ منتشر شد. از بازیگران آن می‌توان به وایولا دینا، مونته بلو، اوتو ماتیسون و لو کودی اشاره کرد.